# Wissenschaftsmodul Mengtian
Das Wissenschaftsmodul Mengtian (chinesisch 夢天實驗艙 / 梦天实验舱, Pinyin Mèngtiān Shíyàncāng, deutsch Himmelstraum) ist das dritte Modul der Chinesischen Raumstation. Es wurde am 31. Oktober 2022 um 07:37 Uhr UTC mit einer Trägerrakete vom Typ Langer Marsch 5B vom Kosmodrom Wenchang gestartet.
Knapp 13 Stunden später, am 31. Oktober 2022 um 20:27 Uhr UTC, koppelte das Modul zunächst am vorderen Stutzen der Bugschleuse des Kernmoduls Tianhe an.
Nach gründlicher Überprüfung wurde es am 3. November 2022 an den Backbordstutzen der Bugschleuse umgesetzt, wo es um 01:32 Uhr UTC fest verankert wurde.

## Beschreibung
Das von der Shanghaier Akademie für Raumfahrttechnologie gebaute Wissenschaftsmodul Mengtian ist mit dem Drehgestell für die Solarzellenflügel insgesamt 17,9 m lang, sein größter Durchmesser beträgt 4,2 m und sein Startgewicht 23 t. Das Wissenschaftsmodul Mengtian besteht aus drei Abschnitten: die an die kugelförmige Schleusensektion des Kernmoduls anschließende Arbeitssektion mit einem Außendurchmesser von 4,2 m und einer Gesamtlänge von 9,3 m. Der eigentliche Innenraum der Arbeitssektion, also ohne Koppelmechanismus, Eingangsbereich etc., ist 6,6 m lang. Danach folgt die 4,5 m lange Nutzlast- und Schleusensektion mit einem Durchmesser von 4,1 m sowie eine 5,1 m lange, konisch zulaufende Versorgungssektion mit einem maximalen Durchmesser von 2,5 m, an der die Solarmodule und die nach oben, zu den Tianlian-Relaissatelliten in ihren geostationären Umlaufbahnen gerichtete Parabolantenne für die Kommunikation mit dem Raumfahrtkontrollzentrum Peking befestigt sind. Da die einzelnen Sektionen ineinandergreifen, ist die Summe ihrer Einzellängen größer als die Gesamtlänge des Moduls.
An der Versorgungssektion befinden sich auch die Triebwerke des Moduls sowie an der zum Kernmodul zeigenden Seite des Konus vier kugelförmige Tanks von jeweils 400 l Fassungsvermögen, jeweils zwei für den Treibstoff Methylhydrazin und den Oxidator Distickstofftetroxid. Zur eventuell nötigen Anhebung des Orbits (was in der Regel mit den Ionentriebwerken am Heck des Kernmoduls Tianhe durchgeführt wird) besitzt das Wissenschaftsmodul Mengtian vier mit Helium druckgasgeförderte Triebwerke mit jeweils 490 N Schubkraft. 24 kleinere Triebwerke mit jeweils 150 N Schubkraft unterstützen notfalls die Momentenkreisel bei der Lageregelung der Station, und mit 8 Triebwerken von jeweils 120 N kann die Station in eine rollende Bewegung versetzt werden.

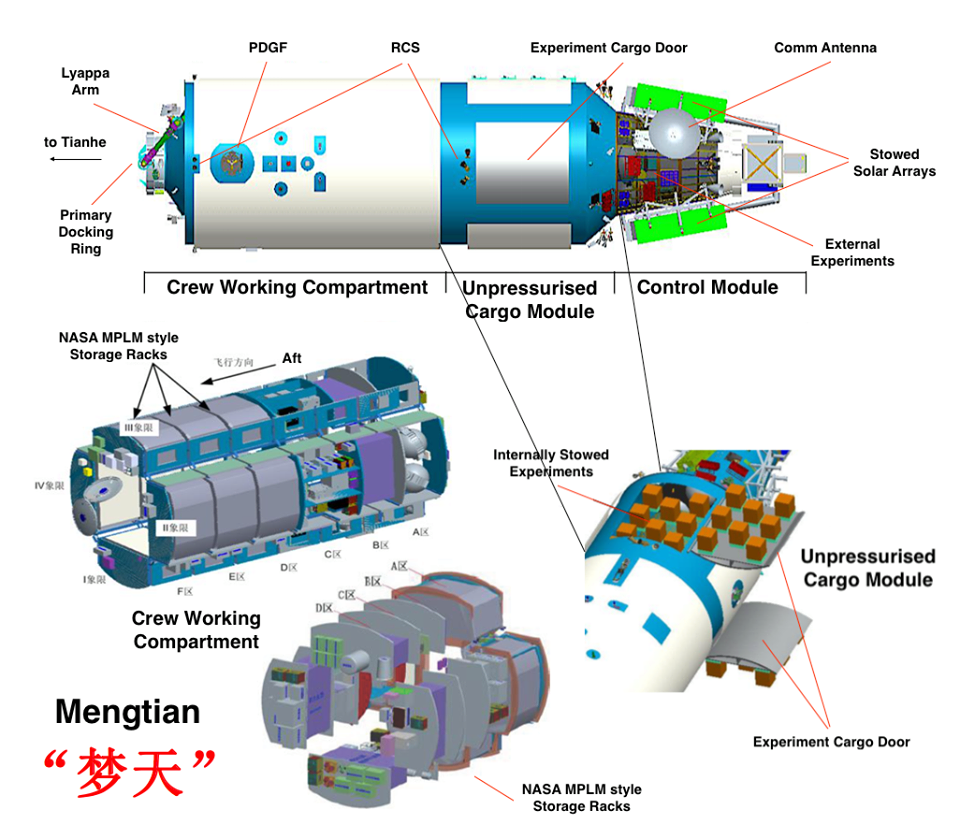
Das Wissenschaftsmodul Mengtian

Die rotierenden Solarmodule sind mit denen des Wissenschaftsmoduls Wentian identisch: jede der beiden Sektionen ist 23 m lang, zusammen mit der Halterung in der Mitte besitzt die Stromversorgungseinheit eine Spannweite von 55 m. Mit 110 m² reiner Solarzellenfläche pro Flügel (inklusive des zentralen Leerstreifens hat ein Solarzellenflügel eine geometrische Ausdehnung von 138 m²) erzeugt die Einheit mindestens 13,5 kW, bei guter Beleuchtung 14,6 kW.
Die beiden Flügel sind stromkreismäßig voneinander getrennt; wenn ein Flügel beschädigt werden würde, würde das Wissenschaftsmodul Mengtian immer noch 6,75 kW zur Stromversorgung der Station beitragen. Die Nennspannung beträgt 100 V.
An der Nadir- und der Zenit-Seite der Schleusensektion befinden sich in Längsrichtung aufklappbare Türen von 2,0 × 2,5 m, auf deren Innenseite sowie – auf der Zenitseite – in dem Raum darunter jeweils acht, also insgesamt 24 Nutzlasten platziert und dem Weltall ausgesetzt werden können. Insgesamt können außen an dem Modul 37 Nutzlastbehälter mit standardisierten Anschlüssen für Stromversorgung und Datenleitungen angebracht werden, in neun Regalen im Inneren des Moduls 13 Behälter.
Für einen Teil der Außennnutzlasten steht ein vom Kühlsystem der Station getrennter, an der Außenwand des Moduls angeordneter Kühlkreislauf zur Verfügung, über den ein Wärmestrom von insgesamt 2 kW abgeleitet werden kann.
Das Wissenschaftsmodul Mengtian dient der Forschung. In der Arbeitssektion befindet sich zwar ein Ruderergometer, aber keine Toilette. Mengtian verfügt nur über ein einfaches, nicht regeneratives Lebenserhaltungssystem, vergleichbar den Tiangong-Raumlabors.
Im Regelfall wird das Modul über die Ringleitungen der Raumstation im Koppeladapter versorgt. Bei einem Notfall würden sich die Raumfahrer in das Kernmodul Tianhe oder das Wissenschaftsmodul Wentian flüchten, um dort auf Rettung zu warten.

## Laborschränke
Unmittelbar hinter der Eingangsluke des Wissenschaftsmoduls Mengtian befinden sich Schränke zur Aufbewahrung von Geräten und Material. Dahinter folgt ein Bereich, wo die Raumfahrer mit dem Ruderergometer und Expanderbändern Sport treiben können. Danach kommen acht Laborschränke, wobei der Schwerpunkt auf Materialforschung und physikalischer Grundlagenforschung liegt:
Für jeden Laborschrank steht eine elektrische Leistung von 1,5 kW zur Verfügung (es sind nicht alle Laborschränke gleichzeitig in Betrieb), über Wärmetauscher und den Kühlkreislauf der Station kann ein Wärmestrom von 5 kW abgeleitet werden. Hier die beim Start des Moduls vorinstallierten Laborschränke:

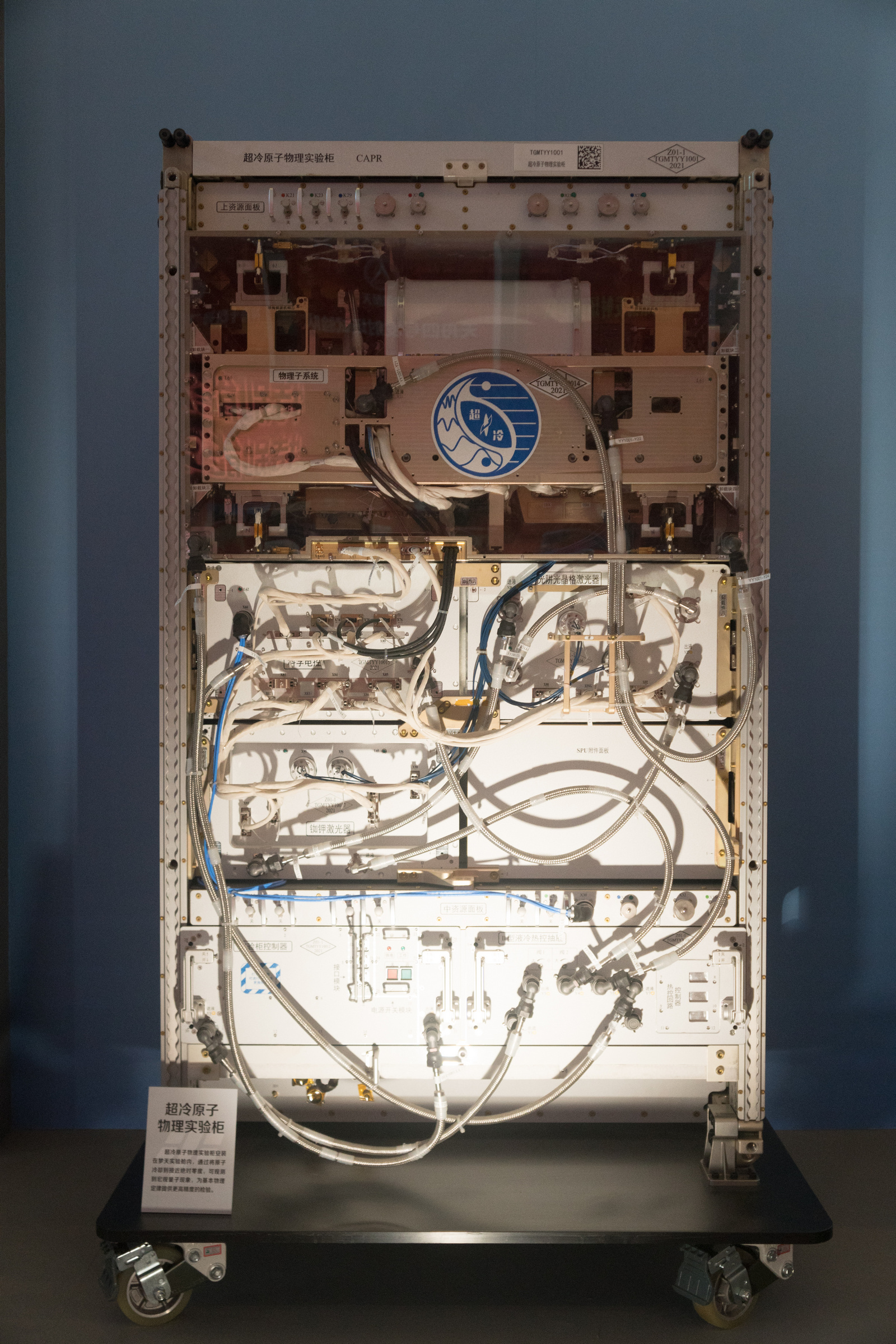
Duplikat des Laborschranks für Physik ultrakalter Atome im Chinesischen Nationalmuseum

- Zweiphasensysteme, II. Quadrant (rechts)[14]
- Atomuhren, II. Quadrant (rechts)
- Analyse medizinischer Präparate, II. Quadrant (rechts)
- Verbrennungslehre, IV. Quadrant (links)
- Online-Wartung von Geräten, IV. Quadrant (links)[15]
- Fluiddynamik, III. Quadrant (Zimmerdecke)
- Hochtemperatur-Materialwissenschaft, III. Quadrant (Zimmerdecke)
- Physik ultrakalter Atome, III. Quadrant (Zimmerdecke)

Der Laborschrank für Fluiddynamik wurde vom Schwerpunktlabor für Mikrogravitation am Institut für Mechanik der Chinesischen Akademie der Wissenschaften entwickelt und gebaut. Er dient vor allem dazu, komplexe Flüssigkeiten zu erforschen, bei denen zwei Phasen koexistieren. Das Fließverhalten der Kolloide kann gemessen, Spektrum und Streuung in Ruhe und beim Fließen können ermittelt werden. Die Flüssigkeiten können in Rotation versetzt, die Scherung beobachtet und die Viskosität gemessen werden. Bei Kolloiden mit Partikeln, die größer als 500 nm sind, kann mit einem Mikroskop direkt beobachtet werden, wie sich diese Partikel unter dem Einfluss der Scherkräfte untereinander verhalten und welche Strukturen sich dabei ausbilden. Bei Partikelgrößen unter 500 nm kann über Spektrum und Streuung ermittelt werden, auf welche Art und wie schnell sich die Partikel konzentrieren.
Das Zusammenfinden von Partikeln in Kolloiden stellt ein vergrößertes Modell der Kristallbildung dar, das es ermöglicht, Prozesse zu erforschen, die bei richtigen Kristallen auf atomarer Ebene nicht beobachtet werden können. Neben materialwissenschaftlicher Grundlagenforschung zum Glasübergang dienen diese Experimente sowohl zur Verbesserung des regenerativen Lebenserhaltungssystems der Raumstation als auch der Abwasserbehandlung auf der Erde und der Regulierung der Sedimentation von Flüssen (letzteres ist ein Hauptarbeitsgebiet des Instituts für Mechanik). Auch in Pharmazie und Biotechnologie spielen diese Prozesse eine große Rolle.
Der Laborschrank für Verbrennungslehre dient zur Entwicklung von Brandschutzmaßnahmen, zur Optimierung von Triebwerken und zur Erprobung von Methoden zur Eindämmung von Ruß und anderen Abfallprodukten.
Hierfür besitzt er ein Gerät, mit dem die Geschwindigkeit von Rußpartikeln im Raum gemessen und als Geschwindigkeitsfeld dargestellt werden kann.
Im Laborschrank für Hochtemperatur-Materialwissenschaft kann die Herstellung und Verarbeitung von Materialien in der Schwerelosigkeit erprobt werden, es können noch im Laborschrank Messungen durchgeführt werden. Die Materialien in 16 Probenbehältern können bis auf 1600 °C erhitzt werden, wobei die gewünschte Temperatur über einen Zeitraum von bis zu 100 Stunden mit einer Genauigkeit von ±0,25 °C stabil gehalten werden kann (in der Regel dauern die vom Zentrum für Projekte und Technologien zur Nutzung des Weltalls gesteuerten Versuche in dem Laborschrank mindestens 20 Stunden). Auf der Außenseite wird das Gerät nicht wärmer als 45 °C. Wenn eine gleichmäßige Erwärmung gewünscht wird, beträgt der maximale Temperaturgradient 150 K/cm. Eine Materialprobe kann aber auch mit einem einstellbaren Wärmefeld über ihre Länge in Stufen erwärmt oder an ausgewählten Stellen geschmolzen werden. Für eine rasche Abkühlung steht eine Wasserkühlung zur Verfügung, außerdem können Materialproben mit einem Magnetfeld in Rotation versetzt werden.
Mit einem Röntgengerät können die Schmelz- und Erstarrungsvorgänge in Echtzeit beobachtet werden, sowohl durch die Raumfahrer selbst als auch von der Erde aus.
Als erster Werkstoff wurde in dem Laborschrank Indium(III)-selenid getestet, ein weicher Halbleiter, der bei zusammenfaltbaren Mobilgeräten breite Verwendungsmöglichkeiten besitzt, aber in der Schwerkraft der Erde wegen seiner leichten Verformbarkeit nur schwer untersucht werden kann.
Ein weiteres wichtiges Forschungsfeld ist die Zeitgebung in der Schwerelosigkeit, was zum Beispiel für Navigationssatelliten im Tiefraum von Bedeutung ist.
Es soll eine verbesserte Version der Rubidium-Kaltatomuhr des Raumlabors Tiangong 2 – auf der Chinesischen Raumstation steht mehr elektrische Leistung für die Kühllaser zur Verfügung – mit einer Wasserstoff-Maser-Uhr und einer optische Uhr kombiniert werden, um so, ähnlich wie beim geplanten Atomic Clock Ensemble in Space für die Internationale Raumstation ISS, zu einem Zeitgeber zu kommen, der sowohl eine hohe Kurzzeit- als auch eine hohe Langzeit-Stabilität besitzt.

## Baugruppenträger für Raumfahrt-Grundlagenforschung
In dem der Erde zugewandten I. Quadranten des Wissenschaftsmoduls Mengtian befindet sich unmittelbar beim Zugang zur kugelförmigen Schleusensektion unter dem „Fußboden“ der Baugruppenträger für Raumfahrt-Grundlagenforschung (航天基础试验机柜). Im Gegensatz zu den anderen Laborschränken des Arbeitsraums wurde dieser Baugruppenträger nicht von der Akademie der Wissenschaften, sondern von der Hauptentwicklungsabteilung der Chinesischen Akademie für Weltraumtechnologie gebaut. Er besitzt zehn mit Handgriffen versehene Einschübe verschiedener Größe, ähnlich den Schubladen einer Kommode, und dient der Firma zur ingenieurtechnischen Grundlagenforschung, zur Erprobung von Schlüsseltechnologien für die langfristige Entwicklung der chinesischen Raumfahrt.

### Stirlinggenerator

Der Baugruppenträger für Raumfahrt-Grundlagenforschung. Links ganz unten der Stirlingmotor, rechts die zweite Baugruppe von oben der Schleifring-Test, die dritte Baugruppe von oben das Flüssigmetall-Experiment.

So wurde dort vor dem Start des Wissenschaftsmoduls der Prototyp eines Stirlingmotors eingebaut, der mit Helium als Arbeitsgas arbeitet und die von Radionuklid-Heizelementen erzeugte Wärme mit einem hohen Wirkungsgrad in elektrischen Strom umwandelt.
Der vom Forschungsinstitut für weltraumbezogene technische Physik Lanzhou entwickelte Generator erzielte bei einem Temperaturverhältnis von 2,2 zwischen warmem und kaltem Ende einen Wirkungsgrad von 24,7 %. Ende März 2023 hatte der Generator drei Testläufe im Orbit absolviert, wo das Starten des Motors, die Regulierung und der stabile Langzeitlauf erfolgreich erprobt wurden.
Neben seinem geringen Gewicht hat der Stirlingmotor den Vorteil, relativ leise zu sein, was bei bemannten Missionen ein wichtiger Aspekt ist.
Die Akademie für Weltraumtechnologie plant, den Generator nicht nur für Missionen zum Mond und zum Mars, sondern – in fernerer Zukunft – auch für bemannte Flüge vom Mars zu den Jupitermonden zu verwenden, wo Solarmodule aufgrund der geringen Sonneneinstrahlung, die beim Jupiter nur 4 % derjenigen im Erde-Mond-Raum beträgt, zur Stromerzeugung nicht mehr geeignet sind.

### Flüssigmetall
Um die Wärme von den Radionuklid-Heizelementen möglichst effizient an den Stirlingmotor zu bringen, erwägt man den Einsatz von Flüssigmetall als Wärmeleitmittel, speziell Bismutlegierungen, die einen niedrigen Schmelzpunkt sowie eine hohe Biosicherheit und chemische Stabilität aufweisen. Um dies zu erproben, konstruierte die Chinesische Akademie für Weltraumtechnologie zusammen mit dem Technischen Institut für Physik und Chemie (理化技术研究所), einer interdisziplinären Einrichtung der Chinesischen Akademie der Wissenschaften, eine Versuchsanlage, in der das kontrollierte Schmelzen, die Pufferung der Wärmeausdehnung (die ansonsten zum Bersten von Kühlrohren führen kann), die Wärmeübertragung durch Konvektion (für ständig laufende Geräte) und die Wärmeregulierung durch Phasenwechsel der Legierung (für Intermittenzbetrieb) erprobt werden konnten. 
Insbesondere bei den letzten beiden Aspekten verhält sich Flüssigmetall in der Schwerelosigkeit anders als auf der Erde. Bei der Wärmeregulierung durch Phasenwechsel wird feste Bismutlegierung auf einer Oberfläche angebracht, verflüssigt sich bei deren Erwärmung und kühlt so das Gerät; wenn das Gerät abgeschaltet ist, verfestigt sich das Material wieder. Auf der Erde ergibt sich durch den Dichteunterschied eine Strömung innerhalb der Materialschicht, welche die Temperaturen rasch ausgleicht. In der Schwerelosigkeit führt Dichteunterschied dagegen nicht zu Konvektion, ein Problem, das dadurch gelöst wurde, dass man bei dem Experiment sich erwärmende Streben durch das Bismut-Material führte.
Neben der Wärmeübertragung von Radionuklidelementen oder Kernreaktoren auf Wärme-Strom-Konverter soll Flüssigmetall, das eine wesentlich höhere Wärmeleitfähigkeit und spezifische Wärmekapazität als traditionelle Kühlmittel besitzt, in Zukunft auch zur Kühlung und Abfederung von Thermoschocks bei Nutzlasten mit großem Stromverbrauch verwendet werden, aber auch bei in der Luftfahrt verwendeter Elektronik mit hoher Leistungsdichte sowie bei Notebooks und anderen Rechnern mit hohem Energieverbrauch (künstliche Intelligenz, Bildverarbeitung etc.) auf der Erde.

### Schleifringe
Das Pekinger Institut für Steuerungstechnik, das unter anderem Antriebe für schwenkbare Solarmodule herstellt, betreibt in dem Baugruppenträger eine Versuchsanordnung zur Erforschung des Abriebs, der sich an Schleifringen zur Stromübertragung bildet und wie sich dieser in der Schwerelosigkeit zu Klumpen zusammenballt, die zu Kurzschlüssen führen können. Auf einer rotierenden Säule und einer Scheibe sind Schleifringe aus Gold-, Silber- und Kupferlegierungen angebracht, sowohl auf der Oberfläche montiert als auch in die Oberfläche eingebettet. In der Versuchskammer herrscht Vakuum und es können komplizierte elektromagnetische Felder erzeugt werden. Ende November 2022 wurde die Versuchseinrichtung in Betrieb genommen, und in den gut sieben Monaten bis Anfang Juli 2023 hatte man unter ständiger Kameraüberwachung an den Gold- und Silber-Schleifringen bereits etwas Abrieb erzeugt, wobei an der Säule teilweise auch Klumpenbildung beobachtet werden konnte. Die Ergebnisse dieser weiterhin andauernden Versuche finden Eingang in die Konstruktion verbesserter Schleifringe, um die Langzeit-Zuverlässigkeit von Satelliten zu verbessern, aber auch von Momentenkreiseln, wie sie für die Lageregelung der Raumstation eingesetzt werden.

## Frachtschleuse

Frachtschleuse während der Entwicklung (November 2019)

Bis Oktober 2022 konnten an der Außenseite der Raumstation zu montierende Gegenstände nur von Raumfahrern persönlich durch die Luftschleusen gebracht werden. Zum einen war Größe und Gewicht der Gegenstände hierbei begrenzt, zum anderen stellten Außenbordeinsätze eine körperliche Belastung und ein Sicherheitsrisiko für die Raumfahrer dar. Daher wurde im Zentrum des zweiten Modulabschnitts, Matrjoschka-artig umgeben von den Nutzlastträgern, eine Frachtschleuse angeordnet. Eine große Luke mit einer lichten Weite von 1,25 × 1,31 m führt in eine zylindrische, 2,3 m lange Schleusenkammer von 2,2 m Durchmesser und einem nutzbaren Raum von etwa 8 m³, die auf der erdzugewandten Seite des Moduls eine quadratische Luke von 1,23 × 1,25 m besitzt, die ins All hinausführt. Beide Luken sind so konstruiert, dass sie nicht gleichzeitig geöffnet werden können. Während die Innentür wie alle anderen Luken in der Station rein manuell geöffnet und geschlossen wird, erfolgt dies bei der Außentür – erstmals bei einem chinesischen Raumflugkörper – elektrisch. Die bevorzugte Methode zur Betätigung der Frachtschleuse ist eine Fernsteuerung vom Boden aus; falls dies nicht möglich sein sollte, können die Raumfahrer aber auch alle Funktionen über Computer an Bord der Station steuern.
In der Schleusenkammer befindet sich eine Art „Gabelstaplermechanismus“ mit einer Tragkraft von 400 kg. Zuerst wird die Innenschleuse geöffnet. Die Raumfahrer, nur bekleidet mit ihrem regulären Arbeitsanzug, befestigen zunächst einen für die jeweilige Nutzlast geeigneten Adapter auf der Tragplattform des Gabelstaplers, die um 1,8 m ausgefahren in die Arbeitssektion hineingestreckt wird, darauf dann einen Gegenstand von bis zu 1,15 × 1,2 × 0,9 m. Der Gabelstapler holt den Gegenstand in die Schleuse, die Innentür wird geschlossen und die Luft in etwa 20 Minuten aus der Schleusenkammer in den Arbeitsbereich des Moduls gepumpt, wodurch der Innendruck minimal ansteigt. Anschließend wird die Außentür geöffnet und der Gegenstand in der Regel mit einem der beiden mechanischen Arme der Station entnommen, wenn nötig aber auch von Raumfahrern in Außenbordanzügen.
Die Schleuse wird nach Beendigung der Aktion mit Luft aus dem Arbeitsbereich, also der vorher herausgepumpten Luft, befüllt, wobei, da die Pumpen kein perfektes Vakuum erzeugen, sondern den Druck in der Schleuse nur auf 300 Pa reduzieren, ein Verlust von etwa 26 % der Luft zu verzeichnen ist. Während der etwa 15 Minuten dauernden Wiederherstellung des normalen Luftdrucks wird die Schleuse, um Kondenswasserbildung zu vermeiden, in zwei Stufen auf Raumtemperatur erwärmt. Auf dieselbe Art können zum Beispiel Nutzlastbehälter auch für Wartung oder Rücktransport zur Erde ins Innere der Raumstation gebracht werden, wodurch ihr Steckplatz auf der Nutzlastplattform für eine neue Nutzlast frei wird.

## Startgeräte für Kleinsatelliten
An Bord des Moduls befinden sich auch zwei transportable Startgeräte für einen Mikrosatelliten von bis zu 100 kg bzw. mehrere Cubesats mit einem Volumen von insgesamt 36 U, wobei ein U etwa 10 × 10 × 10 cm entspricht. Die Raumfahrer laden die per Frachter angelieferten Kleinsatelliten in den mit Federkraft arbeitenden Abschussmechanismus, der der auf eine von beiden Geräten benutzte Halterung montiert und anschließend in der Frachtschleuse platziert wird. Der kleinere der beiden mechanischen Arme der Station greift von außen in die Schleuse, packt das Gerät und richtet es mit einer Präzision von ±2° in die gewünschte Richtung. Dann lösen die Raumfahrer von der Station aus per Fernsteuerung die Verriegelung der Feder (bei einem Mikrosatelliten) oder öffnen den Schachtdeckel (bei Cubesats), und der Satellit wird weggeschleudert. Bei der Richtung besteht aus Sicherheitsgründen eine relativ enge Auswahl – die Kleinsatelliten müssen in einem Winkel von mehr oder weniger 45° nach unten und hinten gestartet werden.